# Едвард Такерман
Едвард Такерман (англ. Edward Tuckerman, 7 грудня 1817 — 15 березня 1886) — американський ботанік, професор ботаніки, міколог, викладач історії.

## Біографія
Едвард Такерман народився 7 грудня 1817 року. 
Такерман був старший син бостонського купця, також Едварда Такермана, та Софі (Мей) Такерман. Він навчався у Boston Latin School, а згодом, на вимогу батька, у Юніон-коледжі у Скенектаді,  по закінченні якого отримав ступінь BA у 1837 році. У 1839 році Такерман отримав юридичну освіту у Гарвардській школі права Гарвардського університету. Такерман подорожував по Німеччині та Скандинавії, свої перші ботанічні дослідження він зробив у Білих Горах у штаті Нью-Гемпшир.. 
Такерман був професором в Емгерстському коледжі з 1854 року аж до своєї смерті у 1886 році.
Едвард Такерман помер 15 березня 1886 року. 

## Наукова діяльність
Едвард Такерман спеціалізувався на папоротеподібних, на насіннєвих рослинах та на мікології. 

## Наукові праці
- A Catalogue of Plants Growing without cultivation within 30 miles of Amherst College (1875).
- Genera Lichenum: An Arrangement of the North American Lichens (1872).
- Synopsis of the North American Lichens, Part 1 (1882)[10].